# 楊世均
楊世均（1980年10月10日—），曾用名楊世豪，臺灣前男子籃球運動員，曾入選中華台北U-20男子籃球代表隊，退役後為房地產經紀人並創立震世國際地產。
高中就讀於臺灣省立屏東高級中學（2000年時改制為國立屏東高級中學），當時代表校隊贏得兩次高中籃球聯賽（HBL）冠軍及一次亞軍。大學時先是就讀輔仁大學，後赴加拿大就讀卡皮蘭諾學院，期間曾返臺，演出偶像劇《原味的夏天》。大學畢業後，回臺加盟超級籃球聯賽（SBL）新浪獅，在第二季SBL季中，退出籃壇。

## 生平
楊世均自小學三年級開始打籃球，也參加校隊。楊世均高中時就讀於臺灣省立屏東高級中學，一年級時便贏得八十五學年度高中籃球聯賽（HBL）冠軍。翌年HBL，屏東高中一路闖進決賽，楊世均在冠軍賽獲得全場最高的34分，終場屏中以88－94告負，位居亞軍。該年HBL結束後，他便被選入第十五屆亞洲青年男子籃球錦標賽中華台北代表隊集訓名單，並參加總統盃磨合，隨隊贏得季軍且入選代表隊，最終在亞青賽贏得第四名。此外，楊世均還獲得職業球隊宏國象青睞，加入其二軍中聯信託，惟中華民國教育部限制學生球員參與社會甲組及職業球隊，便隨隊訓練，另於2000年曾代表過宏國隊出賽千禧紀念盃。到了高中最後一年，楊世均擔任隊中主要指揮者、場上發動機，他在四強賽事前場均貢獻20.4分及2.1次助攻，加之與隊友張智峰的配合，令屏中以16連勝取得冠軍戰席位。兩回合冠軍賽，楊世均首戰繳出33分，屏中77－71勝南山高中；次役屏中65－67負南山高中，最終屏中以兩回合淨勝3分贏得冠軍。
屏中奪冠後，楊世均入選亞洲U20籃球錦標賽國手，推遲赴加拿大讀書的計畫，留在台灣並保送至輔仁大學，該支代表隊在威廉瓊斯盃國際籃球邀請賽磨合時表現不佳，中華民國籃球協會選擇退賽。之後，他在輔大讀了半學年便休學，入伍服義務役，原先他考取了國訓隊，由於作業延遲，臨近退伍才進入國訓隊。他退伍後赴加拿大就讀卡皮蘭諾學院體育管理。
2003年時，楊世均在暑假期間返回臺灣，參演偶像劇《原味的夏天》，一度傳出其與楊千霈相戀，最終他在劇組殺青後即返校上課。翌年2月，楊世均回到臺灣，此前因千禧紀念盃結識劉義祥，且保持聯繫，楊返臺時劉義祥正好是新浪獅中鋒，在此機緣下不久便加入超級籃球聯賽（SBL）新浪獅。楊世均入隊後已來不及在第一季SBL登錄上場，等到第二季SBL，才正式出賽。在第二季季中他選擇退出籃壇，此後從事一般工作。楊世均在SBL留下了13場出賽紀錄，平均上場14.7分鐘，場均貢獻6分、2.3籃板，並有42％投籃命中率紀錄，還有成為全台票選十大球星，也有參與第二季明星賽的老將新秀賽。
退役後楊世均從事房地產行業，先在有巢氏、大師房屋工作，後入職海悅地產，取得千萬銷售並升任營運總處總處長，於2019年成立震世國際地產，主打獨棟豪宅的頂級精品客層。此外，其妻是廣達集團共同創辦人梁次震之女梁佳敏。